# Cascada del Salto (vattenfall i Mexiko, Nuevo León)
Cascada del Salto är ett vattenfall i Mexiko.   Det ligger i delstaten Nuevo León, i den centrala delen av landet, 600 km norr om huvudstaden Mexico City. Cascada del Salto ligger 2 537 meter över havet.
Terrängen runt Cascada del Salto är kuperad västerut, men österut är den bergig. Runt Cascada del Salto är det mycket glesbefolkat, med 5 invånare per kvadratkilometer. Närmaste större samhälle är La Purísima, 13,8 km öster om Cascada del Salto. I omgivningarna runt Cascada del Salto växer i huvudsak blandskog.